# 3-я Сербская пролетарская ударная бригада

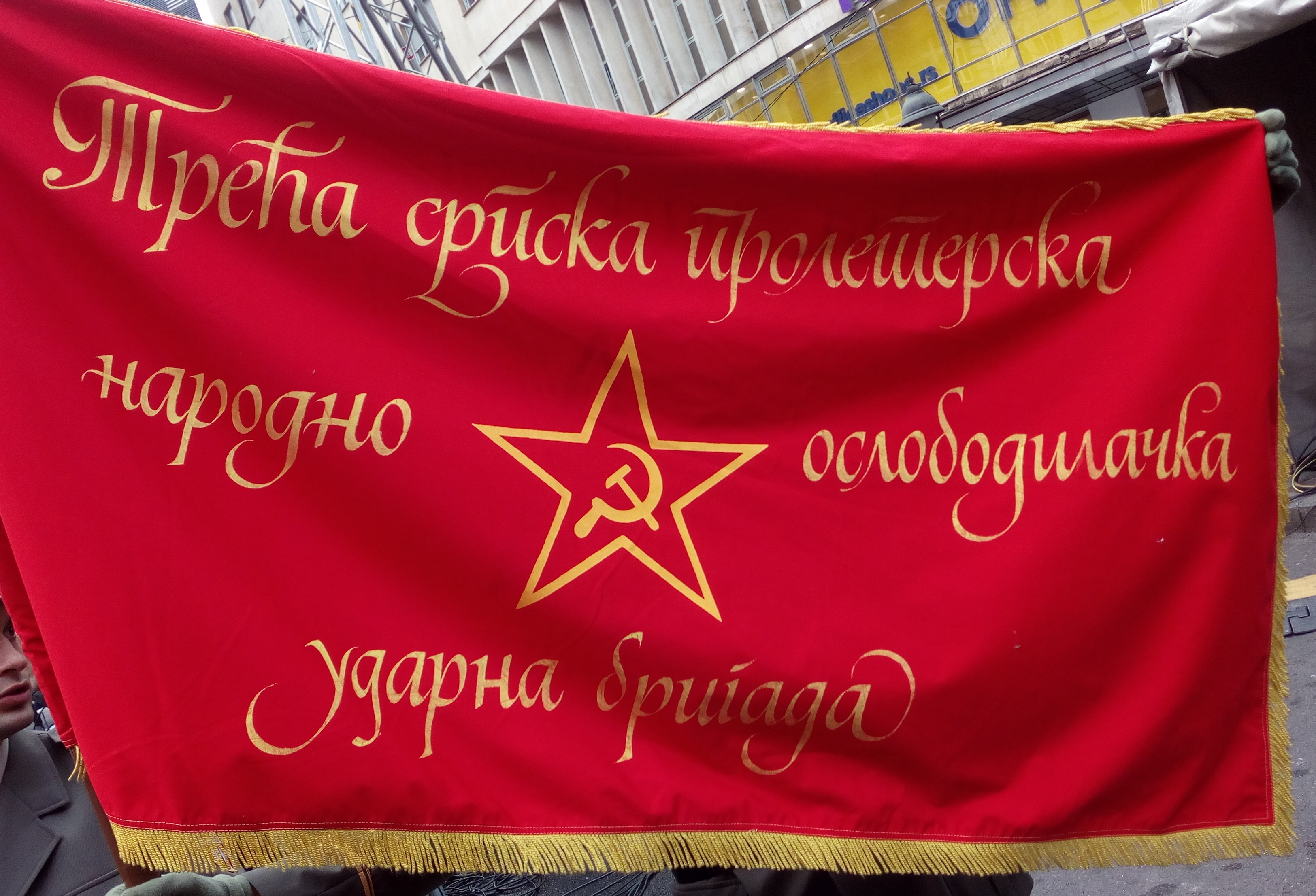
Знамя Третьей сербской пролетарской ударной бригады

3-я Сербская пролетарская ударная бригада (сербохорв. 3. (трећа) српска пролетерска народноослободилачка ударна бригада / 3. (treča) srpska proleterska narodnooslobodilačka udarna brigada) — воинское подразделение народно-освободительной армии Югославии, участвовавшее в Народно-освободительной войне в составе 2-й пролетарской дивизии. Бригада была награждена Орденом народного героя и Золотой звездой Ордена «За заслуги перед народом».

## Боевой путь
Образована 10 февраля 1944 в селе Поникве близ Чайниче. Собрана из солдат 1-й Шумадийской (один батальон) и 1-й Южноморавской бригад (два батальона). Изначально составляла всего 500 человек. К 15 сентября 1944 был сформирован 4-й батальон в составе бригады, в октябре 1944 года численность солдат бригады достигла 1500 человек. Бригада сражалась в Черногории, Восточной Боснии и Сербии с февраля 1944 по май 1945 года в составе 2-й пролетарской дивизии.
7 октября 1953 получила звание пролетарской и была преобразована в 19-ю пролетарскую бригаду. 21 июля 1977 награждена Орденом Народного героя, ещё ранее была награждена Золотой звездой Ордена «За заслуги перед народом».

## Командный состав
Первый командно-штабной состав бригады был следующим: командир Радивое Йованович, политрук Сава «Феча» Радойчич, заместитель командира Никола Любичич, начальник штаба Милош Манойлович и заместитель политрука Мирко Милойкович. Йованович и Манойлович благодаря своим подвигам в годы войны получили звания Народных героев; этой же чести были удостоены командир роты Момчило Попович и заместитель командира 3-й роты 3-го батальона Воислав Манойлович.